# Bethlehemkerk (Leiden)
De Bethlehemskerk is een kerkgebouw op de hoek van de Lammermarkt en de Marktsteeg in de Nederlandse stad Leiden. Het gebouw is ontworpen door de Nederlandse bouwkundige Arent van 's-Gravesande.

## Geschiedenis
De kerk werd in 1644 in gebruik genomen als een Hoogduitse calvinistische kerk. In 1756 kreeg de kerk een bestemming als school voor arme kinderen, nadat deze gedurende 20 jaar niet in gebruik was geweest. Hierna werd de kerk een opslagplaats voor turf en koren. De kerkenraad van de Hervormde kerk richtte er in 1804 de armenkerk op. In 1893 werd de kerk omgedoopt van armenkerk naar Bethlehemkerk. Enkele jaren later was het gebouw zo slecht onderhouden dat de armen werden ondergebracht in de Marekerk. De kerk onderging in 1898 een verbouwing.
In 1899 werd het gebouw door de gemeente gekocht voor 4000 gulden van de kerkcommissie voor de diaconie onder voorbehoud dat deze een kerkelijke bestemming zou houden. In datzelfde jaar werd de voorgevel vernieuwd. Deze voorgevel met neogotische elementen was naar ontwerp van W. Fontein. Het opschrift in de gevel met de tekst "1644 Bethlehemskerk 1899" verwijst hiernaar. Tijdens de Eerste Wereldoorlog werd de kerk gebruikt als opslagplaats. Later was er een gemeentedepot gevestigd.
Na de sluiting in 1919 kreeg de kerk in 1986 opnieuw een religieuze functie, namelijk als Wereldzendingskerk. De kerk staat sinds 1968 als rijksmonument ingeschreven in het monumentenregister. In 1979 kreeg de Stichting Johan Maasbach de kerk in het bezit. Zij kochten de kerk dat jaar voor het symbolische bedrag van één gulden. Zes jaar later werd het gebouw gerestaureerd.

## Foto's

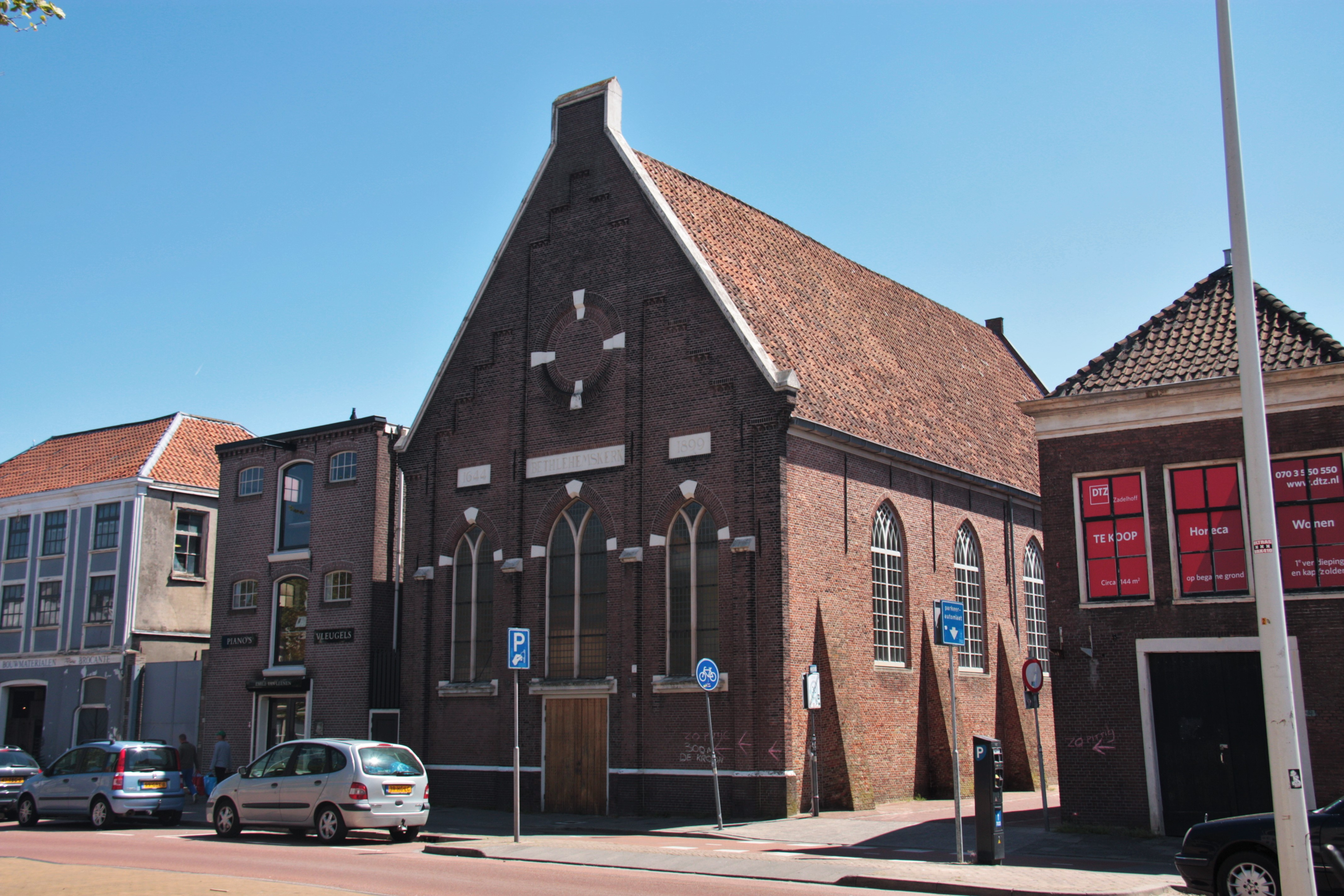
Vooraanzicht en zijaanzicht
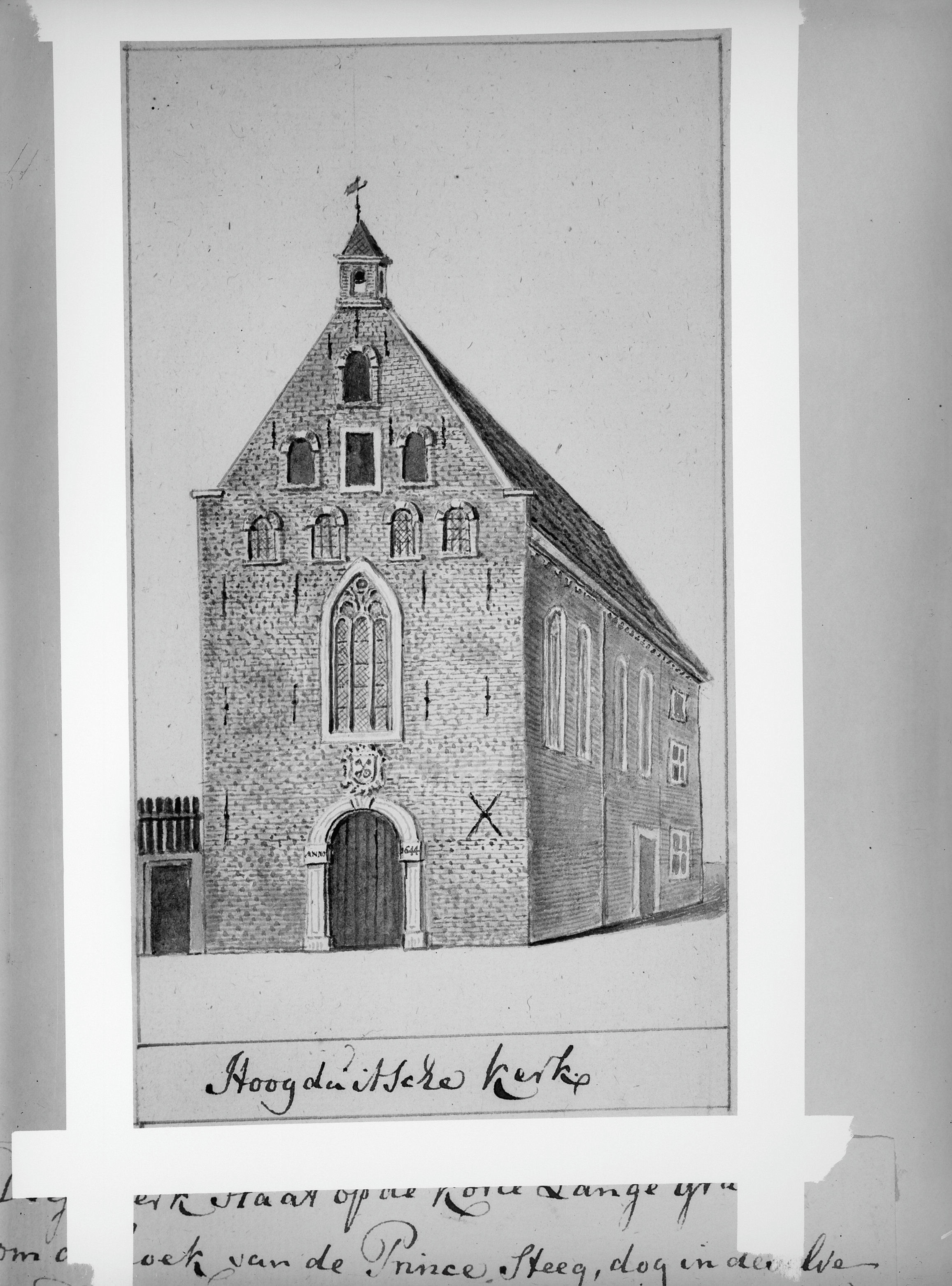
Waterverftekening uit 1932
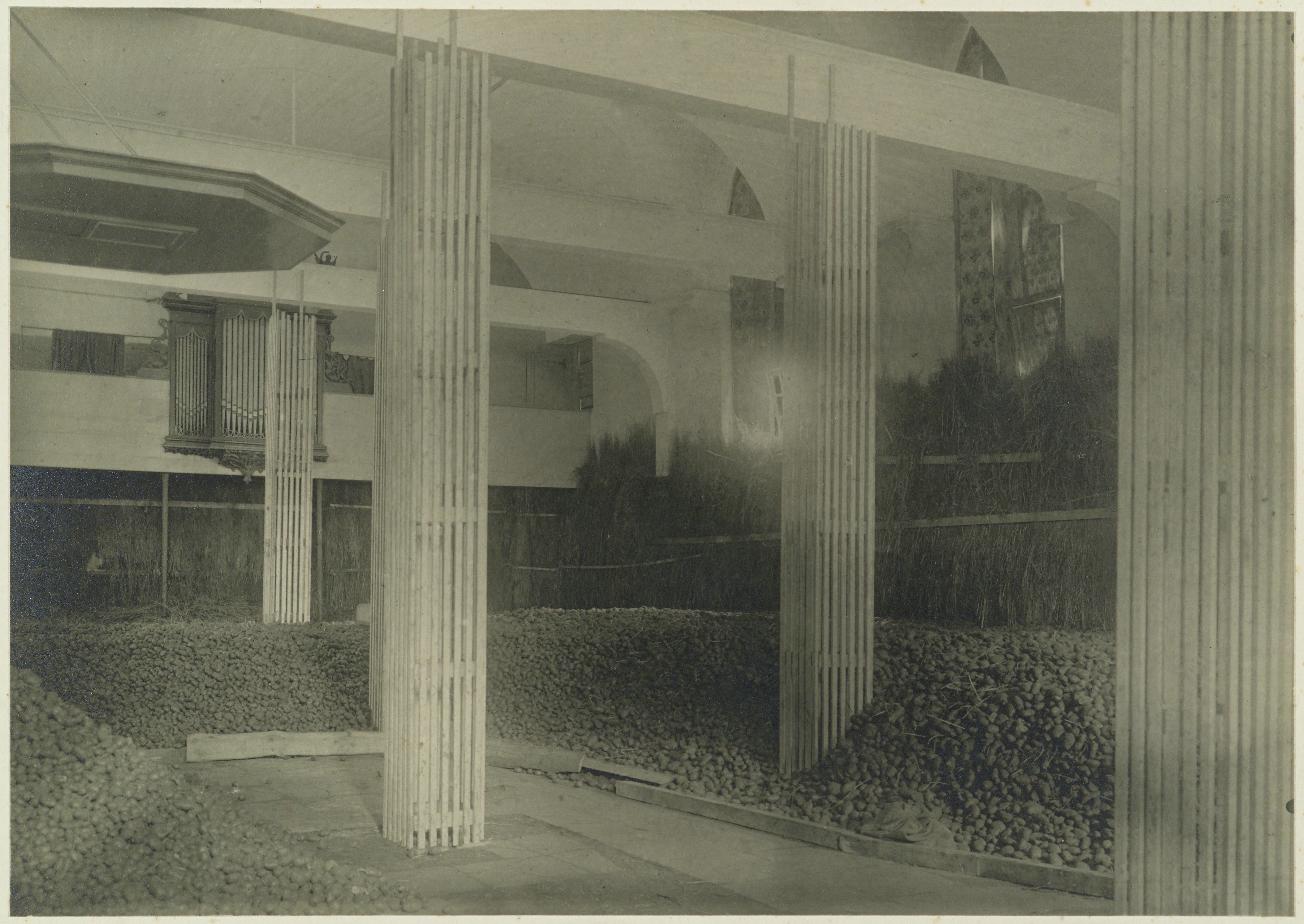
Interieur tijdens mobilisatie